# Харрис, Морис
Морис Харрис (англ. Maurice Harris; род. 21 февраля 1976 года, Ист-Ориндж, Нью-Джерси, США) — американский боксёр-профессионал, выступающий в тяжёлой весовой категории.

## Профессиональная карьера
Морис Харрис стал профессиональным боксёром в 16 лет. Дебютировал с полутяжёлого веса. На ранней профессиональной карьере Харрис часто проигрывал, но выходил на ринг против опытных боксёров. Он встретился с Джоном Андредом (15-0), Ваугом Бином (18-0), свёл вничью бой с дебютантом, Зури Лоуренсом.
Победил непобеждённого олимпийского призёра, Дэвида Айзона (18-0).
В 1997 году в спорном решении противостоял самому Ларри Холмсу. После спорного поражения, провёл 7 побед подряд, включая Джереми Уильямса (34-2), и вышел на бой против непобеждённого американца Деррика Джефферсона (21-0-1).

### Бой с Дерриком Джефферсоном
Интересное противостояние было в ноябре 1999 года, где Деррик Джефферсон встретился с Морисом Харрисом. Оба противника взяли открытый стиль ведения боя, поэтому поединок получился зрелищным. В середине 2-го раунда Джефферсон левым хуком попал прямо в челюсть противнику. Харрис сразу же упал. Он встал на счет 9. Джефферсон попытался добить противника, однако Харрис ушёл в глухую оборону. Тем не менее за 50 секунд до конца раунда Джефферсон пробил левый апперкот по челюсти противника. Харрис вновь оказался на полу. Он встал на счёт 7. Джефферсон вновь бросился добивать, но пропустил встречный правый кросс от Харриса и сам оказался в нокдауне. Он сразу же встал. Концовка раунда прошла в обоюдном размене ударов. За минуту до конца 6-го раунда Харрис застоялся у канатов. Джефферсон, воспользовавшись моментом, пробил левый крюк в челюсть и добавил ещё несколько ударов по телу. Обессиленный Харрис упал на пол. Он встал на счет 9. Джефферсон хотел был добивать, но Харрис неожиданно сам пошёл в атаку. В самом конце раунда Харрис пропустил мощнейший встречный левый хук, от которого у него вылетела капа, а сам он оказался в глубоком нокауте. Рефери Стив Смогер прекратил бой, не открывая счёт. «Derrick Jefferson, I love you!» (Деррик Джефферсон, я люблю тебя!) — прокричал комментатор телеканала HBO Ларри Мерчант. Бой получил статус «нокаут года» по версии журнала «Ринг».

### 2000—2010
В 2000 году, Харрис победил по очкам двух боксёров, Брэдли Рона и Гарольда Сконерса. В 2001 году вышел на турнир IBF 4 сильнейших, и проиграл в первом туре Крису Бёрду.
Через месяц после поражения от Бёрда, проиграл другому бывшему чемпиону нокаутом в первом раунде, Генри Акинваде.
Год не выходил на ринг, а вернувшись, неожиданно нокаутировал непобеждённого белоруса, Сергея Ляховича в 9-м раунде.
Проиграл затем нокаутом Фресу Окендо и Таю Филдсу.
В 2007 году провёл бой с Ранди Валесом, и ушёл с бокса до 2010 года.
В 2010 году вернулся с победой над Билли Замбраном.
В марте победил Джулиса Лонга, затем джорнимена Роберта Хоукинса.
В августе 2010 года, в 12-раундовом бою победил доминиканца Наги Агилеру. И после очередных побед, снова вышел на турнир сильнейших по версии IBF.

### Бой с Тони Томпсоном
В 2011 году IBF назначило турнир сильнейших, в одной из схватке которой, встретились Тони Томпсон и Морис Харрис. Бой начался активно, Томпсон сразу захватил инициативу в ринге. Уже во втором раунде Томпсон отправил Харриса в нокдаун, а ещё после двух нокдаунов в третьем раунде, рефери Вик Дракулич принял решение остановить бой. Томпсон взял реванш, после неофициальной встречи с Харрисом, в которой проиграл ему.

### 2011—2012
В июле 2011 года, Харрис неожиданно нокаутировал Деррика Росси (25-4), в 12-м раунде.
А в мае 2012 проиграл по очкам в 8-раундовом бою, непобеждённому, молодому немецкому боксёру, Эдмунду Герберу. Результат вышел довольно спорным, и не справедливым. Многие сошлись во мнении, что Харриса засудили.
20 июня 2012 года, Харрис принял участие в престижном британском турнире, Prizefighter, в котором в первом бою встретился с поляком, бывшим претендентом на чемпионский титул, Альбертом Сосновским. Поляк был активнее, и переиграл по очкам Харриса, раздельным решением судей в 3-раундовом бою.